# Jimmy Little (zanger)
James Oswald (Jimmy) Little (Cummeragunja Reserve, 1 maart 1937 – Dubbo, 2 april 2012) was een Australisch zanger in de folkrock en countrymuziek, en acteur in films, op het toneel en in opera. Verder was hij muziekleraar voor zijn eigen volk, de Yorta Yorta-Aboriginals, en gastdocent voor het Koori Centre van de Universiteit van Sydney.

## Biografie
Little werd geboren in het Cummeragunja-reservaat in New South Wales en groeide daar op, tot hij in 1955 naar Sydney vertrok om zich toe te leggen op de countrymuziek. In 1956 gaf hij zijn eerste single uit, Mysteries of life / Heartbreak waltz. Het duurde tot 1959 tot hij zijn eerste hit had met Danny boy. Het jaar erop had hij opnieuw een hit, ditmaal met El Paso. Zoals veel werk van Little waren beide nummers covers van andere artiesten.
Dit was ook het geval toen hij in 1963 zijn grootste hit had met het gospellied Royal telephone, dat twee jaar eerder al werd uitgebracht door Burl Ives. Met de single kende hij de hoogste notering die er van een Aboriginal in de Australische hitlijsten was geweest, terwijl zijn volk vooral in die tijd nog sterk achtergesteld leefde ten opzichte van andere Australische burgers.
Little kende zijn filmdebuut in 1960 in Shadow of the Boomerang, een filmdrama over de baptistische evangelist Billy Graham. Hij bleef zich tot het eind van de jaren zeventig nog vooral op de muziek richten en ging de volgende decennia over op het acteren. Hij kende zijn theaterdebuut in Black cockatoos, speelde in verschillende films waaronder Until the end of the world uit 1991 van regisseur Wim Wenders en in de opera Black river. Sinds ongeveer de eeuwwisseling bracht hij ook weer muziek uit, waaronder met Kylie Minogue in 2001 Bury me deep in love voor het album A journey through the musical landscape Of 21st century Australia. Verder zong hij het duet Happy day met Olivia Newton-John.
Ondertussen gaf hij muziekles aan zijn eigen Yorta Yorta-volk en was hij gastdocent voor het Koori Centre van de Universiteit van Sydney. Verder zette hij zich in voor de strijd tegen diabetes en nierziektes die onder Aboriginals relatief vaak voorkomen, inclusief bij hemzelf.
In 1989 werd hij beloond met de titel Aboriginal van het Jaar van de National Aboriginal and Islander Day Observance Committee (NAIDOC), vanwege het onderricht dat hij aan zijn eigen bevolking gaf. Daarnaast won hij andere prijzen, zoals de Red Ochre Award, twee Deadly Awards, een Ted Albert Award van APRA, een Golden Gospel Award en de opname in de ARIA Hall of Fame. In 2004 werd hij uitgeroepen tot National Living Treasure en in 2011 werd hij onderscheiden met de Golden Guitar Lifetime Achievement Award.

## Discografie

### Albums
- 1960: You'll never walk alone
- 1962: A tree in the meadow
- 1963: By request
- 1963: Sing to glory
- 1964: Royal telephone
- 1964: Encores
- 1964: Onward Christian soldiers
- 1965: Jimmy Little sings country & western greats
- 1966: 10th anniversary
- 1967: Ballads and strings
- 1967: New songs from Jimmy Little
- 1968: The best of Jimmy Little
- 1969: I can't stop loving you
- 1969: Song to glory
- 1969: The country sound of Jimmy Little
- 1970: Goodbye old Rolf
- 1972: Winterwood
- 1972: Waltzing Matilda
- 1973: Jimmy by request
- 1974: Country boy, country hits
- 1975: All for love
- 1975: Country sounds
- 1975: I can't stop loving you
- 1975: Jimmy little sings Country
- 1976: Travellin' minstrel man
- 1977: The best of Jimmy Little
- 1978: An evening with Jimmy Little
- 1979: 20 golden country greats
- 1994: The best of Jimmy Little
- 1995: Yorta Yorta man
- 1999: Messenger
- 2001: Resonate
- 2002: Passage 1959-2001: Jimmy Little anthology
- 2003: Down the Road
- 2004: Life's what you make it
- 2004: Jimmy Little: the definitive collection

### Ep's
- 1957: The grandest show of all
- 1959: Jimmy Little Sings ballads with a beat
- 1960: A fool such as I
- 1960: Whispering hope
- 1961: Too many parties & too many pals
- 1962: A man called Peter
- 1962: The way of the cross
- 1962: Jimmy Little's big four
- 1963: The Grandest show of all
- 1963: Royal telephone
- 1964: Old time religion
- 1964: One road
- 1965: A Christmas selection
- 1965: Eternally
- 1965: Lifeline
- 1965: Ring, bells ring
- 1966: A Christmas selection
- 1970: Goodbye old Rolf

### Singles
- 1956: Mysteries of life / Heartbreak waltz
- 1956: It's time to pay / My foot is on the stair
- 1956: Someday you're gonna call my name / Stolen moments
- 1956: Sweet mama / Fool such as I
- 1957: Silver city comet / The grandest show of all
- 1959: Frances Claire / Waiting for you
- 1959: Give the coloured boy a chance
- 1959: Danny boy / That lucky old Sun (Kent Music Report, nr. 18)
- 1960: The last rose of Summer / El Paso (Kent Music Report, nr. 21)
- 1960: The shadow of the boomerang / Little by little
- 1960: Bells of St. Marys / Going my way
- 1960: Somebody's pushing me / No one will ever know (Kent Music Report, nr. 97)
- 1961: Kissing someone else / Mary said
- 1961: Silent night
- 1962: Little green valley / It's worth any price you pay
- 1963: Pledge of love / Long time to forget
- 1963: Royal telephone / Hornets (Kent Music Report, nr. 10; ook in de VS uitgegeven)
- 1964: Smile / Eternally (Kent Music Report, nr. 99)
- 1964: Lifeline / Lead kindly light
- 1964: One road / Just a closer walk with thee (Kent Music Report, nr. 31)
- 1965: His faith in me / The richest man in the world
- 1965: Bimbombey / Secretly
- 1965: Ring, bells ring / Theres gonna be a jamboree
- 1966: I want to be free / Always in my heart
- 1966: Too many times / Too many twisted trails
- 1968: Molly / My country
- 1969: I can't stop loving you / By the time I get to Phoenix
- 1970: Goodbye old Rolf / A white sports coat
- 1973: There's a heartache following me / Back in the race
- 1974: Baby blue  / Australia down under (Kent Music Report, nr. 24)
- 1975: Ain't it good (to feel this way) / Love is here
- 1975: Goodbye is really good at all / Dance with me (one more time)
- 1976: Where the blues of the night meets the gold of the day / Travellin' minstrel man
- 1978: Beautiful woman / Is this love
- 1978: May the Force Be With You Always / Please don't tell her how the story ends
- 1999: Randwick bells / (Are you) The one I've been waiting for
- 2009: Royal telephone (heruitgave) / My cathedral

- Australian Dictionary of Biography: little-jimmy-31046
- Bibliothèque nationale de France: cb167585205 (data)
- Gemeinsame Normdatei: 1061298205
- International Standard Name Identifier: 0000 0000 7911 3024
- Library of Congress Control Number: no2008162598
- MusicBrainz: 840722c8-a118-4cc7-8048-38542bff78c1
- Nationale bibliotheek van Australië: 45348875
- Nationale Bibliotheek van Israël: 987012384959505171
- Trove: 1471131
- Virtual International Authority File: 120128485
- WorldCat: E39PBJpv7bRdjpbyKhH8pvcdcP